# Mini-mapa
Un mini-mapa o minimapa es una miniatura d'un mapa que es col·locat sovint en alguna punta de la pantalla d'alguns videojocs per ajudar els jugadors a orientar-se en el món del videojoc. Acostumen a ocupar una petita porció de la pantalla, i per això, han de seleccionar quins detalls mostrar. Els elements que són inclosos en el mini-mapa varien depenent del joc i gènere. A pesar de les variacions, les seves característiques comunes acostumen a ser la posició del jugador, unitats o estructures aliades, enemics, objectius i el terreny dels voltants.
Els mini-mapes s'han convertit en aspectes molt comuns en jocs d'estratègia en temps real i en els MMORPG, perquè serveixen d'indicació d'on es troben els jugadors en el mapa. Endemés, molts Videojocs d'acció en primera persona també disposen d'alguna versió o variant de mini-mapa, usualment, mostrant la posició dels enemics en temps real.

## Característiques
Molts mini-mapes disposen de característiques similars, com:

### Boira de guerra
En molts jocs que utilitzen mini-mapes, aquest, comença totalment blanc, i el mapa es va obrint i mostrant-se, a mesura que el jugador descobreix noves zones del món. Després que el jugador descobreixi una nova àrea, el terreny de la nova zona es torna visible en el mini-mapa. Si el jugador o les seves unitats no poden veure aquella zona, l'àrea és queda coberta per una boira, anomenada boira de guerra, i així qualsevol tipus d'unitat, estructura o moviment enemic no es podrà veure. Les coses que estan dintre de la zona coberta per la boira de guerra poden no ser descobertes fins que el jugador no passi per allà.

### Capes
Similars a les capes de Google Earth, alguns jocs multijugadors orientats en equips, com Age of Empires II o Empire Earth, permeten als jugadors dibuixar línies, senyals o marques en el mini-mapa perquè els altres jugadors les vegin. Això permet als jugadors del mateix joc comunicar-se a llargues distàncies en poc temps.

### Rotació i zoom
En alguns videojocs de tipus 3D, en mini-mapa rota quan el jugador rota o es mou, per a mantindre el mapa sempre enfocant cap a on mirava el jugador. Aquesta característica és molt comuna en jocs com la saga Grand Theft Auto, i molts jocs de carreres en els que ensenyen el mini-mapa. Altres jocs que també mostren un mini-mapa similar són la saga de The Legend of Zelda, el mapa no rota, però una fletxa assenyala la direcció on mira el jugador i es mou i rota segons ho faci el jugador. En alguns jocs, els mini-mapes només mostren una petita porció del mapa total, la zona més propera al jugador, on mostren amb més detall les coses properes al jugador. Altres mapes endemés compten amb zoom als mini-mapes, i a vegades, aquest zoom s'activa automàticament per a ampliar el mapa quan el jugador viatja a grans velocitats, i torna al ampliar-se quan redueix la velocitat.
Altres videojocs, com per exemple War Thunder, disposen d'un mini-mapa, en el que les seves característiques varien depenent del que el jugador configuri, ja sigui el zoom, com on ha d'enfocar el mapa.

## Automapa

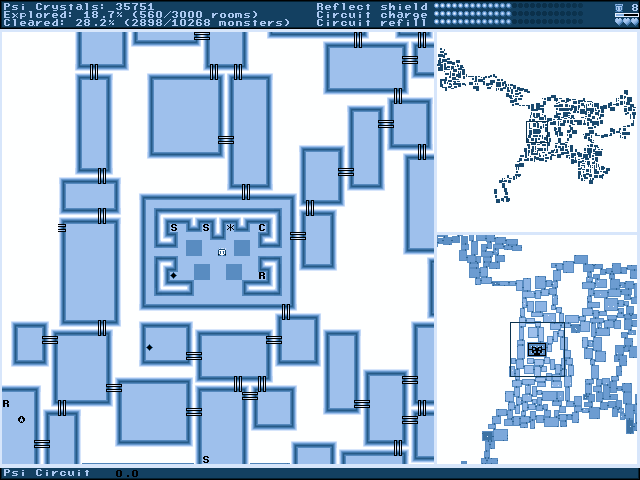
La característica de l'automapa en el joc Meritous

Un Automapa és similar a un mini-mapa, però la seva història és molt més antiga, fins a arribar als primers RPG. En els primers videojocs de Dungeon Crawl els jugadors havien de dibuixar els seus propis mapes a mà, per a poder solucionar els complexos laberints i explorar llargues masmorres (que era l'objectiu del joc). Altres jocs com els primers cm els primers Wizardry de la dècada de 1980 incloïen gràfics en paper per a això.
Jocs que inclouen automapes simulen la creació del mapa, típicament mostrant una aparició abstracta des de dalt cap a sota, de les zones properes que son creades automàticament pel caràcter del jugador a la vegada que guanya coneixement de l'ambient. Els automapes típicament mostren portes, tipus de terrenys, i posicions importants o objectes. Quan es parla del joc The Bard's Tale III, el seu rol com un dels primers CRPG amb automapes, Computer Gaming World en 1994 es va preguntar "Com podem jugar sense ell?".
Els primers automapes van ser trobats en els videojocs de rol, on, quan s'obrien, paraven el joc. Els primers videojocs en incorporar un automapa a temps real, van ser Rally-X de Namco en 1980,Horizon V de Gebelli Software en 1982, i WiBArm de Arsys Software en 1986. Quan la característica va esdevenir popular en els jocs d'acció, com Doom i Diablo, les característiques dels automapes en aquests jocs eren que no feia falta pausar el joc per a obrir-lo i permetia al jugador continuar jugant quan el mapa es mostrava en la pantalla.
Els videojocs MUD, que eren una serie de jocs virtuals multijugadors nascuts a mitjans de 1990, estaven proveïts d'automapes en algunes ocasions. Això va resultar que els clients dels MUD afegissin la característiques d'automapejar com una característica, i normalitzant-la en setembre de 1996, en zMUD.